# Division Nationale 2018-2019
La Division Nationale 2018-2019, nota anche come BGL Ligue 2018-2019 per motivi di sponsorizzazione, è stata la centocinquesima edizione della massima serie del campionato lussemburghese di calcio. La stagione è iniziata il 5 agosto 2018 e si è conclusa il 19 maggio 2019. Il F91 Dudelange ha vinto il campionato per la quindicesima volta nella sua storia, la quarta consecutiva.

## Stagione

### Novità
Dalla Division Nationale 2017-2018 erano stati retrocessi il Rodange 91 e l'US Esch, mentre dalla Éirepromotioun 2017-2018 erano stati promossi l'Etzella Ettelbruck e il Rumelange.

### Formula
Le quattordici squadre partecipanti si affrontano in un girone all'italiana con partite di andata e ritorno per un totale di 26 giornate. Al termine del campionato la prima classificata è designata campione del Lussemburgo e ammessa al primo turno preliminare della UEFA Champions League 2019-2020. Le squadre seconda e terza classificate vengono ammesse al primo turno preliminare della UEFA Europa League 2019-2020, assieme alla vincitrice della coppa nazionale. Le ultime due classificate vengono retrocesse direttamente in Éirepromotioun, mentre la dodicesima classificata affronta la terza classificata in Éirepromotioun in un play-off promozione/retrocessione.

## Squadre partecipanti
| Club               | Città             | Stadio                      | Stagione precedente             |
| ------------------ | ----------------- | --------------------------- | ------------------------------- |
| Differdange 03     | Differdange       | Stade Parc des Sports       | 5º posto in Division Nationale  |
| F91 Dudelange      | Dudelange         | Stade Jos Nosbaum           | Campione del Lussemburgo        |
| Etzella Ettelbruck | Ettelbruck        | Stade Am Deich              | 1º posto in Éirepromotioun      |
| Fola Esch          | Esch-sur-Alzette  | Stadio Émile Mayrisch       | 3º posto in Division Nationale  |
| Hostert            | Hostert           | Stade Jos Becker            | 8º posto in Division Nationale  |
| Jeunesse Esch      | Esch-sur-Alzette  | Stade de la Frontière       | 4º posto in Division Nationale  |
| Mondorf            | Mondorf-les-Bains | Stade John Grün             | 6º posto in Division Nationale  |
| Progrès Niedercorn | Niedercorn        | Stade Jos Haupert           | 2º posto in Division Nationale  |
| RU Luxembourg      | Lussemburgo       | Stade Achille Hammerel      | 7º posto in Division Nationale  |
| R.M. Hamm Benfica  | Lussemburgo       | Terrain de Football Cents   | 10º posto in Division Nationale |
| Rumelange          | Rumelange         | Stadio municipale           | 2º posto in Éirepromotioun      |
| UNA Strassen       | Strassen          | Complexe Sportif Jean Wirtz | 11º posto in Division Nationale |
| UT Pétange         | Pétange           | Stadio municipale           | 9º posto in Division Nationale  |
| Victoria Rosport   | Rosport           | VictoriArena                | 12º posto in Division Nationale |

## Classifica finale
|                        | Pos. | Squadra            | Pt | G  | V  | N | P  | GF | GS | DR  |
| ---------------------- | ---- | ------------------ | -- | -- | -- | - | -- | -- | -- | --- |
| Lussemburgo (bandiera) | 1.   | F91 Dudelange      | 59 | 26 | 18 | 5 | 3  | 72 | 33 | +39 |
|                        | 2.   | Fola Esch          | 50 | 26 | 15 | 5 | 6  | 65 | 28 | +37 |
|                        | 3.   | Jeunesse Esch      | 48 | 26 | 14 | 6 | 6  | 46 | 30 | +16 |
| [ 2 ]                  | 4.   | Progrès Niedercorn | 44 | 26 | 13 | 5 | 8  | 45 | 35 | +10 |
|                        | 5.   | Differdange 03     | 44 | 26 | 13 | 5 | 8  | 35 | 33 | +2  |
|                        | 6.   | RU Luxembourg      | 39 | 26 | 11 | 6 | 9  | 42 | 31 | +11 |
|                        | 7.   | UNA Strassen       | 39 | 26 | 12 | 3 | 11 | 46 | 43 | +3  |
|                        | 8.   | UT Pétange         | 37 | 26 | 11 | 4 | 11 | 38 | 43 | -5  |
|                        | 9.   | Mondorf            | 35 | 26 | 10 | 5 | 11 | 39 | 39 | 0   |
|                        | 10.  | Etzella Ettelbruck | 28 | 26 | 7  | 7 | 12 | 31 | 44 | -13 |
|                        | 11.  | Victoria Rosport   | 28 | 26 | 7  | 7 | 12 | 33 | 49 | -16 |
|                        | 12.  | Hostert            | 25 | 26 | 7  | 4 | 15 | 37 | 58 | -21 |
|                        | 13.  | R.M. Hamm Benfica  | 19 | 26 | 5  | 4 | 17 | 29 | 50 | -21 |
|                        | 14.  | Rumelange          | 16 | 26 | 4  | 4 | 18 | 34 | 76 | -42 |

Legenda:
      Campione del Lussemburgo e ammessa alla UEFA Champions League 2019-2020.
      Ammessa alla UEFA Europa League 2019-2020.
 Ammessa ai play-off promozione/retrocessione.
      Retrocessa in Éirepromotioun 2019-2020.
Note:
Tre punti a vittoria, uno a pareggio, zero a sconfitta.

## Risultati
|                    | Dif  | Etz  | Dud  | Fol  | Hos  | JeE  | Mon  | PrN  | RFC  | RMH  | Rum  | UNA  | UTP  | Vic  |
| ------------------ | ---- | ---- | ---- | ---- | ---- | ---- | ---- | ---- | ---- | ---- | ---- | ---- | ---- | ---- |
| Differdange 03     | –––– | 2-0  | 0-4  | 0-4  | 3-1  | 2-0  | 2-0  | 2-0  | 1-0  | 4-0  | 3-2  | 1-3  | 1-5  | 3-0  |
| Etzella Ettelbruck | 1-0  | –––– | 0-2  | 2-2  | 0-1  | 1-1  | 2-0  | 1-1  | 1-1  | 0-3  | 2-1  | 0-2  | 2-1  | 0-0  |
| F91 Dudelange      | 0-2  | 4-2  | –––– | 1-1  | 4-1  | 1-3  | 1-4  | 4-1  | 2-0  | 5-3  | 2-2  | 1-1  | 6-1  | 2-0  |
| Fola Esch          | 3-0  | 6-0  | 1-2  | –––– | 4-1  | 2-5  | 5-0  | 2-1  | 3-0  | 2-0  | 7-0  | 1-1  | 3-0  | 1-1  |
| Hostert            | 1-1  | 4-0  | 3-4  | 2-3  | –––– | 2-3  | 1-1  | 0-1  | 0-4  | 1-0  | 4-2  | 1-6  | 0-3  | 0-3  |
| Jeunesse Esch      | 0-0  | 1-0  | 0-3  | 3-1  | 3-0  | –––– | 1-2  | 1-1  | 1-0  | 4-0  | 3-1  | 1-2  | 1-1  | 1-1  |
| Mondorf            | 0-0  | 1-0  | 1-2  | 2-0  | 2-2  | 0-2  | –––– | 1-0  | 0-3  | 2-2  | 4-3  | 2-2  | 4-1  | 4-0  |
| Progrés Niedercorn | 2-0  | 4-3  | 0-2  | 1-1  | 1-1  | 5-0  | 2-1  | –––– | 2-0  | 1-0  | 3-0  | 2-0  | 1-0  | 3-3  |
| RFCU Luxembourg    | 3-3  | 0-3  | 1-1  | 2-1  | 2-0  | 0-1  | 3-0  | 5-0  | –––– | 1-0  | 2-2  | 4-1  | 4-1  | 2-2  |
| R.M. Hamm Benfica  | 1-1  | 1-1  | 1-3  | 1-2  | 1-2  | 0-2  | 2-1  | 1-2  | 2-0  | –––– | 0-1  | 1-3  | 2-2  | 1-3  |
| Rumelange          | 1-2  | 3-5  | 2-9  | 0-3  | 0-4  | 1-1  | 1-3  | 2-1  | 2-1  | 1-3  | –––– | 0-2  | 0-0  | 3-2  |
| UNA Strassen       | 2-0  | 2-1  | 0-2  | 0-2  | 3-4  | 0-4  | 1-0  | 2-4  | 1-2  | 0-3  | 4-1  | –––– | 2-1  | 4-0  |
| UT Pétange         | 0-1  | 1-1  | 1-3  | 2-1  | 2-1  | 3-2  | 1-0  | 1-5  | 0-1  | 3-0  | 2-1  | 3-1  | –––– | 2-0  |
| Victoria Rosport   | 0-1  | 0-3  | 2-2  | 1-4  | 2-0  | 1-2  | 0-4  | 2-1  | 1-1  | 3-1  | 4-2  | 2-1  | 0-1  | –––– |

## Spareggio promozione-retrocessione
|         | Risultati |                  | Luogo e data                |
| ------- | --------- | ---------------- | --------------------------- |
| Hostert | 2-0       | Swift Hesperange | Lussemburgo, 24 maggio 2019 |
|         |           |                  |                             |

## Statistiche

### Classifica marcatori
| Gol |  |  | Giocatore              | Squadra            |
| --- |  |  | ---------------------- | ------------------ |
| 23  |  |  | Samir Hadji            | Fola Esch          |
| 12  |  |  | Marwane Benamra        | Mondorf            |
| 12  |  |  | Alexander Biedermann   | Victoria Rosport   |
| 12  |  |  | Mickaël Jager          | UNA Strassen       |
| 12  |  |  | David Turpel           | F91 Dudelange      |
| 11  |  |  | Bertino Cabral Barbosa | R.M. Hamm Benfica  |
| 11  |  |  | Alek'sandr Karapetyan  | Progrès Niedercorn |
| 10  |  |  | Stefano Bensi          | Fola Esch          |
| 10  |  |  | Kevin Holtz            | Etzella Ettelbruck |